# جوني كروز
جوني كروز (بالإنجليزية: Jonny Cruz)‏ مواليد 1 ديسمبر 1982 في إل باسو، الولايات المتحدة، هو ممثل ومنتج أمريكي درس في جامعة تكساس في أرلينغتون.

## الأعمال

### مسلسلات
- كاسل (2016) (بدور: زين كانون)
- إن سي آي إس: لوس أنجلوس (2013)
- دونت تراست ذا بي---- إن أبارتمينت 23 (2013) (بدور: جيمس مارتينيز)
- المستشفى العام (2012) (بدور: رامون)
- بريزون بريك (2007)

### ألعاب فيديو
- توم كلانسز جوست ريكون ويلدلاندز (2017)
- هيتمان (2016) (بدور: جوردان كروس)
- أوفرواتش (2016)
- بروتوتايب 2 (2012)

## وصلات خارجية
- جوني كروز على موقع IMDb (الإنجليزية)
- جوني كروز على موقع ميوزك برينز (الإنجليزية)
- جوني كروز على موقع قاعدة بيانات الفيلم (الإنجليزية)
- الموقع الرسمي